# مونتوپولی دی سابینا
مونتوپولی دی سابینا (به ایتالیایی: Montopoli di Sabina) یک کومونه در ایتالیا است که در استان ریتی واقع شده‌است.

## خصوصیات
مونتوپولی دی سابینا ۳۷٫۶ کیلومترمربع مساحت و ۴٬۲۲۲ نفر جمعیت دارد و ۳۳۱ متر بالاتر از سطح دریا واقع شده‌است.